# Chakapalli, Srinivaspur
Chakapalli là một làng thuộc tehsil Srinivaspur, huyện Kolar, bang Karnataka, Ấn Độ.